# Eduardo Dalbono
Eduardo Dalbono (Nápoles, 1841 - 1915) foi um pintor acadêmico italiano.
Aluno de Domenico Morelli, interpreta no começo temas históricos, que abandona para se dedicar principalmente à pintura de paisagem. Contemporâneo de De Nittis, Michetti e Palizzi, adere a uma nova concepção de paisagem, introduzindo nas suas composições uma luminosidade difusa não ausente de sentimentalismo. Obras de tema religioso e decorativo encontram-se em igrejas de Nápoles e no teatro de Salerno.